# Becky Dorsey
Becky Dorsey  , née le 1er août 1956 à Wenham (Massachusetts), est une skieuse alpine américaine.

## Résultats sportifs

### Coupe du monde
- Résultat au classement général : 41e en 1975. : 25e en 1977. : 13e en 1978. : 38e en 1979.

### Championnats du monde de ski alpin
- Garmisch 1978 slalom géant: 13e.